# Federația Venezueleană de Fotbal
Federația Venezueleană de Fotbal (spaniolă Federación Venezolana de Fútbol, FVF) este forul conducător oficial al fotbalului în Venezuela. Este afiliată la CONMEBOL și FIFA din 1952 . Forul organizează naționala statului.